# Richard Annesley
Richard Annesley (14 avril 1745 - 9 novembre 1824) est un homme politique et noble anglo-irlandais.

## Biographie
Lord Annesley fait ses études au Trinity College de Dublin. Il est le deuxième fils de William Annesley (1er vicomte Glerawly) et d'Anne Beresford. Il hérite du comté créé pour son frère sans enfant par les termes du reliquat spécial, ainsi que de la vicomté qui est créée pour son père, en 1802. Il représente Coleraine à la Chambre des communes irlandaise de 1776 à 1783 puis St Canice jusqu'en 1790. Par la suite, il siège pour Newtownards jusqu'en 1798, date à laquelle il est élu pour Fore and Blessington. Il choisit cette dernière circonscription et y siège jusqu'en 1800. Cette année-là, il représente Clogher et Midleton, jusqu'à l'Acte d'Union de 1801. Il sert comme haut shérif de Down en 1783.
Il épouse Anne Lambert le 25 septembre 1771 et a avec elle six enfants :
- William Annesley (3e comte Annesley) (1772-1838)
- Robert Annesley (1773-1825)
- Arthur Grove-Annesley (1774-1849)
- Francis Charles Annesley (1775-1832)
- Catherine Annesley (1776-1830)
- Anna Maria (née en 1778)